# غابات صنوبرية معتدلة

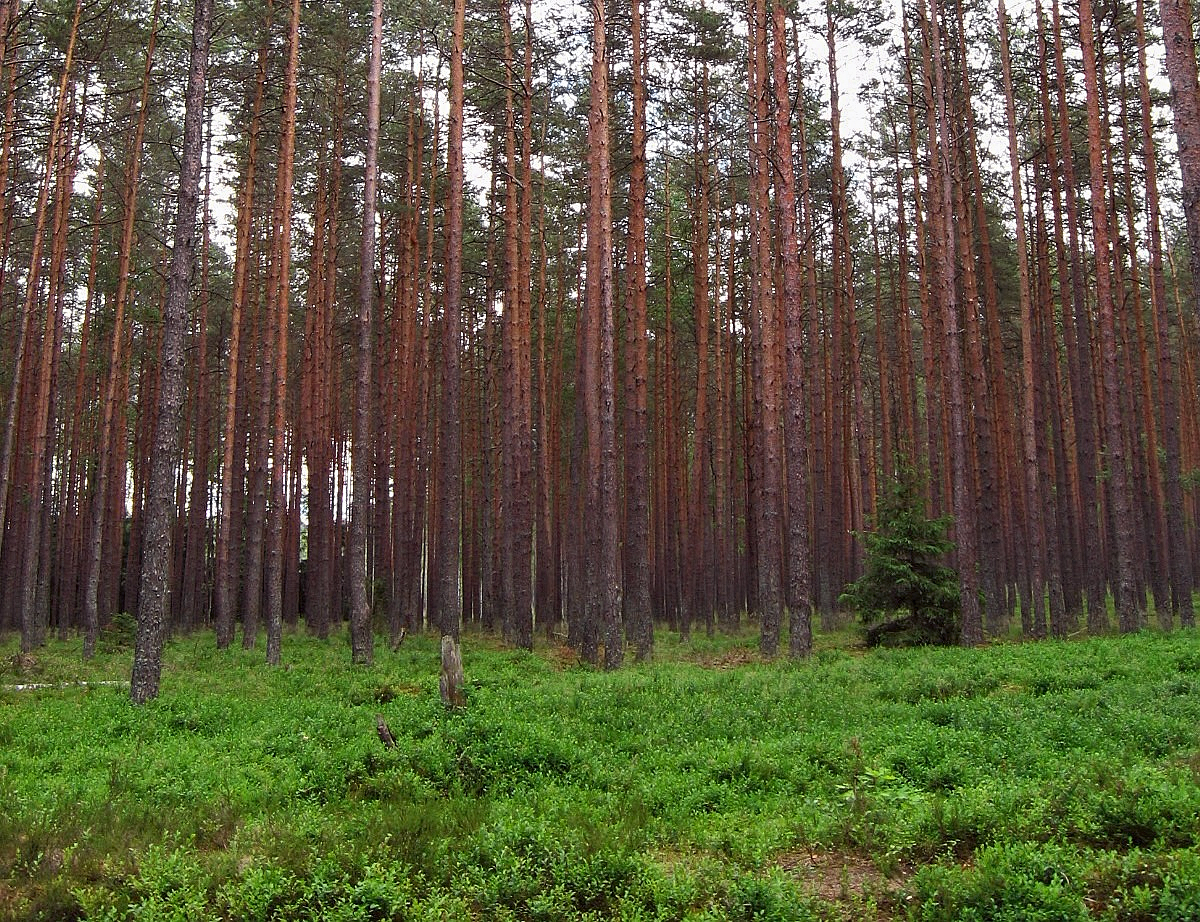
غابة الصنوبر هي مثال للغابة الصنوبرية المعتدلة

غابات صنوبرية معتدلة (بالإنجليزية: Temperate coniferous forest)‏ هي منطقة بيئية في المناطق ذات المناخ المعتدل في العالم يتصف بصيف دافئ وشتاء بارد، وهطول أمطار.
في معظم الغابات الصنوبرية المعتدلة، تسود الصنوبريات دائمة الخضرة، في حين أن بعضها عبارة عن مزيج من الصنوبريات والأشجار عريضة الأوراق دائمة الخضرة و/أو ذات أوراق عريضة متساقطة. هذه الغابات شائعة في الولايات المتحدة الأمريكية، وفي المناطق ذات الشتاء المعتدل والأمطار الغزيرة، أو الداخلية في المناطق الأكثر جفافا أو المناطق الجبلية. توجد الغابات الصنوبرية المعتدلة بشكل رئيسي في نصف الكرة الأرضية الشمالي في أمريكا الشمالية وأوروبا وآسيا، لكن توجد بعضها في نصف الكرة الجنوبي.
من الناحية الهيكلية، فإن هذه الغابات بسيطة إلى حد ما، وتتكون عادة من طبقتين: طبقة سفلية ودقيقة، وبعض الغابات قد تدعم طبقة متوسطة من الشجيرات. تدعم غابات الصنوبر فصيلة عشبية التي تهيمن عليها عادة الأعشاب والنباتات العشبية، وغالبًا ما تكون عرضة لحرائق الغابات الهامة إيكولوجيًا، العديد من أنواع الأشجار تعيش في هذه الغابات بما في ذلك الارز، السرو، تنوب دوغلاس، التنوب، العرعر، الصنوبر، المعلاقة، الراتينجية، السيكوات والطقسوس. يحتوي أيضا على مجموعة متنوعة واسعة من الأنواع العشبية والشجيرات.

## الأنواع
تحافظ الغابات الصنوبرية المعتدلة في جميع أنحاء العالم على أعلى مستويات الكتلة الحيوية في أي منطقة حيوية أرضية. وجديرة بالملاحظة ان الأشجار ذات أبعاد هائلة، بما في ذلك الأشجار الحمراء (سيكويا دائمة الخضرة)، سيكويا عملاقة، دوغلاس التنوب، الراتنج السيتكي، فيتزروا، أغاتس، هذه الغابات نادرة جدًا، تنمو في مناطق صغيرة في أمريكا الشمالية وجنوب غرب أمريكا الجنوبية، وبعض المناطق الجبلية في أوراسيا، وشمال نيوزيلندا. تشتهر غابات كلاماث-سيسكيو في شمال غرب كاليفورنيا وجنوب غرب ولاية أوريغون بتنوعها الغني من الأنواع النباتية والحيوانية، بما في ذلك العديد من الأنواع المتوطنة.

## وصلات خارجية
- Temperate forest
- WWF - Temperate Coniferous Forest Ecoregions